# Gwenaëlle Aubry
Pour les articles homonymes, voir Aubry.
Gwenaëlle Aubry, née le 2 avril 1971, est une romancière et philosophe française.

## Biographie
Elle a grandi à Paris, où elle a été élève aux lycées Jules-Ferry et Condorcet. Après deux années de classe préparatoire au lycée Henri-IV, elle intègre en 1989, l'École normale supérieure de la rue d'Ulm. Elle mène ses premiers travaux de recherche, consacrés à Plotin, sous la direction de Pierre Hadot. Après un séjour à la Scuola Normale de Pise, elle est reçue en 1992 à l'agrégation de philosophie. Lauréate du Knox Scolarship de Trinity College (Cambridge), elle obtient un M.Phil. en philosophie et soutient en 1999 sa thèse de doctorat en philosophie à l'université Paris-Sorbonne.
Directrice de recherche au CNRS (Centre Jean Pépin, UMR 8230), elle a été maîtresse de conférences à l'université Nancy-II et a également enseigné à l'université Paris-IV et à l'ENS-Ulm. Elle est mariée au philosophe Quentin Meillassoux.
Son premier roman, Le diable détacheur, a paru chez Actes Sud en 1999. Elle a été lauréate de la Villa Médicis en 2005 et a reçu en 2009 le prix Femina pour Personne.

## Œuvre littéraire
Récit d'initiation « aux résonances raciniennes », Le diable détacheur est finaliste du Goncourt du premier roman et du prix Emmanuel-Roblès, et lauréat du prix de soutien à la création littéraire Cino del Duca 1999.
En 2002 paraît L'Isolée (Stock, réédition Mercure de France 2010), inspiré par la figure de Florence Rey . Ce roman fait partie des « 15 coups de cœur » du Monde des livres et est sélectionné pour le prix Médicis. Il est prolongé en 2003 par un bref récit, L'Isolement.
Notre vie s'use en transfigurations, dont le titre est emprunté à Rilke, paraît en 2007 chez Actes Sud. Pour parler de la laideur « comme au-delà de la forme », le livre cherche une « forme nouvelle » faite de « récits, contes, collages, portraits » et « développe une écriture poétique en constante évolution » (Tâm van Thi, Le Magazine littéraire).
En 2009, Gwenaëlle Aubry reçoit le prix Femina pour Personne, un roman-abécédaire, « portrait en vingt-six angles et au centre absent » d'un mélancolique,. Le livre a également été lauréat du prix Thyde Monnier de la SGDL, et figurait sur la dernière sélection des prix Médicis et de l'Académie française et sur la liste des prix Novembre et de Flore. Il a été traduit dans une dizaine de langues et a paru aux États-Unis avec une préface de Rick Moody. Il a été interprété par l'autrice accompagnée de Theo Hakola et Marcial Di Fonzo Bo. En 2022, il inspire à Annette Messager le titre de son exposition « Comme si » au LaM.
En 2012 paraît Partages, décrit par Henri Raczymow comme un « poème à deux voix contrapunctiques » qui dispose en miroir, parfois dans une alternance page à page, les voix de deux jeunes filles, l’une juive, l’autre palestinienne, en Israël pendant la seconde Intifada « pour en faire surgir la tragique gémellité ». Sélectionné pour le prix Goncourt, ce roman a été finaliste du Goncourt des lycéens et du grand prix du roman de l’Académie française.
En 2015, le collectif L'Une et l'autre réunit les textes de six autrices consacrés à leurs modèles littéraires, comme un « autoportrait en creux ». Gwenaëlle Aubry y fait paraître Lazare mon amour sur Sylvia Plath, qu'elle adapte pour la scène et qui fait l'objet, en 2016, d'une réédition séparée.
Elle a également consacré des textes parus en revue ou dans des collectifs à Yves Bonnefoy, W. G. Sebald, et Georges Perec.
En 2016, paraît Perséphone 2014, « un livre charnel et violent, qui creuse l'espace et le temps, “crypte dans l'anonymat du mythe” le matériau autobiographique pour ouvrir de nouveaux territoires » (Sophie Joubert, L'Humanité). Le Monde des livres en souligne la « musicalité puissante et troublante ». Selon Le Matricule des Anges, « quelque chose d'aussi mystérieux que le pouvoir hypnotique du désir habite ces pages comme resserrées autour d'une chambre secrète abritant l'écho d'une confession chiffrée ». Le texte est lu par l'auteure accompagnée du guitariste Sébastien Martel.
En 2018, Gwenaëlle Aubry publie La Folie Elisa, un roman choral où s'organisent les récits de quatre femmes qui « dans un monde qu'ensanglantent les attentats et qui se couvre de murs et de barbelés, ont décidé de se défaire des murs qui étaient en elles » (Richard Blin, Le Matricule des Anges). Salué comme « un grand livre du chaos porté par une prose incandescente » (Jérôme Garcin, L'Obs) et dont « la rythmique a la vitalité de la pensée en mouvement, totalement en tension » (Frédérique Roussel, Libération), le texte est lu par l'auteur à l'Opéra Bastille à l'invitation de la Maison de la Poésie avec le guitariste Seb Martel et l'actrice Judith Chemla,. Il est mis en voix par Baptiste Guiton au Festival d'Avignon dans le cadre du cycle Voix d'auteurs (France Culture-SACD), avec la participation de l'autrice accompagnée de Judith Chemla, Marianne Denicourt, Marie-Sophie Ferdane et Céline Sallette, puis diffusé par France Culture.
À la rentrée 2021 paraît Saint Phalle. Monter en enfance, un portrait de l'artiste Niki de Saint Phalle à partir de son oeuvre maîtresse, le Jardin des Tarots. Camille Laurens, dans Le Monde des Livres, en parle comme d'une « biographie initiatique », pour Nathalie Crom, dans Télérama, « Il faudrait inventer un genre littéraire inédit pour qualifier le beau livre né de l'immersion de Gwenaëlle Aubry dans le Jardin des Tarots ». Selon Bertrand Leclair, « ce qui fait le puissant intérêt du livre tient à sa forme […] et d'autant plus que cette forme prend la dimension d'un jeu ». Le livre est finaliste du Prix Médicis essai et du Prix Renaudot de l'essai.
À la rentrée 2024 paraît Zone base vie aux éditions Gallimard, un roman-fresque sur la pandémie du Covid-19 où se croisent plusieurs personnages résidant dans le même immeuble, en écho à La vie mode d'emploi de Georges Perec. Cette œuvre explore les effets du confinement  en mettant en scène des personnages divers confrontés « à un monde où l'exception est devenue l'ordinaire ». Elle interroge les notions d'enfermement, de pouvoir, de langage, thèmes récurrents dans son travail. Par la suite, le 10 septembre, paraitra La Lettre absente qui inaugure les Éditions du Nid-de-pie et la collection « Laboratoire de la Création », fondée par Gisèle Sapiro. Cet essai questionne la pratique de l'écriture à travers le mythe transmis par la Kabbale d’un « alphabet perdu » à même de « rejouer » et réparer le monde.

## Style
Dans l'essai qu'il a consacré à l'oeuvre narrative de Gwenaëlle Aubry, Fabio Scotto distingue entre les premiers romans et la période ouverte par Personne. L'unité réside selon lui dans la recherche d'une forme à chaque fois nouvelle, « dans une constante intersection des modes et des stylèmes », ainsi que dans une prose poétique où « sont souvent individualisables des mesures métriques-versales » : « On est face à une modalité ludique et oulipienne mise au service, d'une façon, elle, non oulipienne, de l'exploration du sens ».

### Personneet la question de l'autofiction
Dans sa préface à l'édition américaine de Personne, l'écrivain Rick Moody range le livre sous la catégorie d'autofiction. Claude Burgelin considère pour sa part que « Personne n'a rien d'un roman », et Maxime Decout et Stéphane Chaudier que « son positionnement générique, entre roman, autobiographie ou biographie “à romancer”, ne laisse pas de faire problème ». L'autrice revendique l'appellation de « roman » et défend plus généralement l'idée de l'écriture comme « exercice de dépersonnalisation ».

## Philosophie
La recherche philosophique de Gwenaëlle Aubry s'organise autour de deux principaux axes problématiques, orientés par la question du sujet et par celle de la puissance.

## Publications

### Romans et récits
- Le Diable détacheur, Actes Sud, 1999 ; réédition Mercure de France, 2012, lauréat de la bourse Cino Del Duca
- L'Isolée, Stock, 2002
- L'Isolement, Stock, 2003 (L'isolée/L'isolement, rééd. Mercure de France, 2010, Folio no 5201)
- Notre vie s'use en transfigurations, Actes Sud, 2007
- Personne, Mercure de France, 2009, Folio no 5200. Prix Femina. Prix Thyde Monnier de la SGDL. Traduit en allemand, anglais (États-Unis), arabe, coréen, croate, hongrois, italien, roumain.
- Partages, Mercure de France, 2012 ; Le Livre de poche, 2013. Traduit en croate.
- Lazare mon amour, L'Iconoclaste, 2016 (édition canadienne Lazare mon amour. Avec Sylvia Plath, Héliotrope, 2016). Traduit en allemand et en roumain.
- Perséphone 2014, Mercure de France, 2016. Traductions américaines partielles par Benjamin E. Stevens dans Arion, Winter 2018, par Wendeline A. Hardenberg dans Asymptot, April 2019, et par Richard Jonathan https://www.maramarietta.com/greek-mythology/persephone/, 2021.
- La Folie Elisa, Mercure de France, 2018. Traduction américaine partielle par Wendeline Hardenberg dans le Columbia Journal, oct. 2021.
- Saint Phalle. Monter en enfance, Stock, 2021; Le Livre de poche, 2023.
- Zone base vie, éditions Gallimard, 2024.
- La Lettre absente, Éditions du Nid-de-pie, collection « Laboratoire de la Création », 2024

### Philosophie
- Plotin. Traité 53 (I, 1). Introduction, traduction, commentaire et notes, Paris, Cerf, 2004.
- Dieu sans la puissance : Dunamis et Energeia chez Aristote et chez Plotin. Archéologie de la puissance I, Paris, Vrin, 2007. Nouvelle édition revue et augmentée Vrin, 2020 (Prix de l'Association des Études grecques)[47].
- Le moi de l'intériorité : G. Aubry et F. Ildefonse (dir.), Vrin, 2008
- « L'impuissance de Dieu », in Revue philosophique de la France et de l'étranger, G. Aubry (dir.), no 3, juillet-septembre 2010.
- Genèse du Dieu souverain. Archéologie de la puissance II, Vrin, 2018.
- Relire les Éléments de théologie de Proclus. Réceptions, interprétations antiques et modernes, G. Aubry, L. Brisson, Ph. Hoffmann, L. Lavaud (dir.), Hermann, 2021.

### Textes parus en revues, collectifs, articles de recherche
- « Le journal », dans Le roman: tout dire?, Actes des Assises du roman 2010, éd. Christian Bourgois, 2010.
- L'extase de l'archive, dans « Le lieu de l'archive » (Supplément à la Lettre de l'IMEC), 2012.
- « Court traité des fantômes familiers », Des fantômes, NRF no 602, octobre 2012.
- « Modifier les distances », Décapages no 46, hiver-printemps 2013.
- « Nager », dans De la tête aux pieds, NRF no 608, avril 2014; traduction allemande par Dieter Hornig, «Schwimmen», Lettre International 118, Herbst 2017.
- « Nommer la foule des soldats », L'Orient littéraire no 100, octobre 2014.
- « La dritta via », https://www.operadeparis.fr/magazine/la-dritta-via
- « Ultrasons », NRF n° 635, mars 2019; traduction allemande par Dieter Hornig, « Ultraschall », Lettre International 125, Sommer 2019.
- « La taille de nos âmes », Concordan(s)e 6, Éditions l'Oeil d'or, 2019.
- « Prendre corps », Compagnies de Mathieu Riboulet, Verdier, 2020.
- « Se souvenir des confins », Tracts de crise. Un virus et des hommes, Gallimard, 2020.
- « KRUMP », AOC, 15 janvier 2021; traduction allemande par Dieter Hornig, Lettre International 132, Frühjahr 2021.
- « Proust et les écrivains contemporains. Gwenaëlle Aubry », Revue d’études proustiennes 2022, p. 25-28.

## Études critiques sur Gwenaëlle Aubry, entretiens
- « Défigurations du réel », Entretien pour Le Matricule des anges, juillet-août 2011.
- F. Scotto, «Le Personae nell'opera narrativa di Gwenaëlle Aubry», postface à Nessuno, trad. T. Gurrieri, Firenze, Barbès Editore, 2010.
- E.K. Kaplan, «Personne by Gwenaëlle Aubry », The French Review 84/3, February 2011, pp. 605-606.
- R. Moody, Préface à No One, Portland-New York, Tin House Books, 2012.
- E.K. Kaplan, «Partages by Gwenaëlle Aubry », The French Review 87/1, October 2013, p. 260.
- L. Amanieux, « Le récit siamois dans Personne de Gwenaëlle Aubry », dans Damlé et Rye (éd.), Aventures et expériences littéraires: écritures des femmes au début du vingt-et-unième siècle, Rodopi 2014.
- M. Vanderhyden, «Writing Memory, Writing the Self: Autofiction in Aubry's No One», AGNIOnline, Boston University, 2014.
- B. Ocal, L'expérience de la marge ordinaire chez Gwenaëlle Aubry, Master thesis, Université de Lausanne. Faculté des Lettres, 2014.
- A. Jeric, Diana Meheik, « "You need a myth for yourself when you write a novel": An interview with Gwenaëlle Aubry », Multimedijalni Institut [mi2.hr], 2014, https://www.academia.edu/43777387/You_need_a_myth_for_yourself_when_you_write_a_novel_An_interview_with_Gwena%C3%ABlle_Aubry
- S. Abroug, Quête du passé, quête du sens : Pierre Bergougnioux, Pierre Michon, Gwenaëlle Aubry, Michel Del Castillo, thèse de troisième cycle sous la direction de Guy Larroux soutenue le 23-05-2016 à l'Université Toulouse 2.
- A. Dean, «"To be novelized": an Investigation of Autofiction and How it Operates in Gwenaelle Aubry's No One», University Honors Theses, 2017.
- A. Nouss, «Folie de (sur)vivre- Sur La Folie Elisa, de Gwenaëlle Aubry», AOC, 04.09.18, https://aoc.media/critique/2018/09/04/folie-de-survivre-.
- G. Larroux, Et moi avec eux. Le récit de filiation contemporain, Genève, La Baconnière, 2020.
- C. Burgelin, «Écrire pour prononcer son nom. Gwenaëlle Aubry, Personne», Recherches & Travaux 97/2020, https://doi.org/10.4000/recherchestravaux.2886.
- B. Leclair, « Derrière les miroirs déformants de la légende– sur Saint Phalle de Gwenaëlle Aubry », AOC, 7 octobre 2021, https://aoc.media/critique/2021/10/06/derriere-les-miroirs-deformants-de-la-legende-sur-saint-phalle-de-gwenaelle-aubry/.
- K. Kukkonen, «Interview with Gwenaëlle Aubry », Écrire le hasard/Writing Chance/Séries/Serie, Episode 1, 17/06/ 2022, https://hasard.hypotheses.org/4792.
- « J'écris en écho à des instants de foudre », Entretien avec Gwenaëlle Aubry, dans A. Aubry, Oser écrire. Conversations avec quelques autrices contemporaines, Grenade, Editorial Comares, 2023, p. 19-34.
- « La tribu de l'enfance fait confiance à la langue », Rencontre avec Gwenaëlle Aubry, dans Mental n°48, 2023, p. 195-203.
- Mathilde Savard-Corbeil, « L'autothéorie comme forme d'engagement de la littérature contemporaine. Esthétique et féminisme dans Saint Phalle. Monter en enfance de Gwenaëlle Aubry », Revue critique de fixxion française contemporaine [En ligne], 27, 2023, https://journals.openedition.org/fixxion/13271
- K. Kukkonen, « Contingency traps: the role of form in creative processes », Neohelicon 51, 2024, p. 105-116, https://doi.org/10.1007/s11059-024-00741-0
- J.-M. Devésa, « Gwenaëlle Aubry: dépersonnaliser, dit-elle », Collatéral, 4 septembre 2024, https://www.collateral.media/post/gwena%C3%ABlle-aubry-d%C3%A9personnaliser-dit-elle
- B. Leclair, « Écrire le monde aux arrêts– sur Zone Base Vie et La lettre absente de Gwenaëlle Aubry », AOC, 5 septembre 2024, https://aoc.media/critique/2024/09/04/ecrire-le-monde-aux-arrets-sur-zone-base-vie-et-la-lettre-absente-de-gwenaelle-aubry/

## Adaptations théâtrales
- Perséphone 2014, mise en scène Anne Monfort, création et tournée Festival de Caves mai-juin 2016, avec Léopoldine Hummel et Léa Masson[48].
- «Donnez-moi donc un corps!», mise en scène Sarah Oppenheim d'après des textes d'Ovide, Rainer Maria Rilke, Georges Rodenbach, Gwenaëlle Aubry (Notre vie s'use en transfigurations), Théâtre du Soleil, du 18 janvier au 5 février 2017, avec Jonathan Genet, Fany Mary, Jean-Christophe Quenon[49].
- Perséphone ou le combat de vivre, spectacle musical écrit par Pauline Cheviller et Claude Lemesle à partir d'extraits de Perséphone 2014 et de textes de Grisélidis Réal, création Théâtre Le Liberté, Toulon, septembre 2019.
- La Folie Elisa, mise en voix et réalisation Baptiste Guiton, Festival d'Avignon, juin 2019, dans le cadre du cycle Voix d'auteurs (France Culture-SACD) avec Gwenaëlle Aubry, Judith Chemla, Marianne Denicourt, Marie-Sophie Ferdane et Céline Sallette. Diffusion France Culture, Théâtre & Cie, le 6 octobre 2019.
- Personne, mise en scène Elisabeth Chailloux, avec Sarah Karbasnikoff, Paris, Théâtre 14 (en partenariat avec le Théâtre de la Ville), 9-27 janvier 2024[50].